# Foreste miste atlantiche
Le foreste miste atlantiche sono un'ecoregione dell'ecozona paleartica, definita dal WWF (codice ecoregione: PA0402), che si estende lungo la costa atlantica dell'Europa occidentale.

## Territorio
Questa ecoregione è situata lungo la costa occidentale del continente eurasiatico. I suoi confini orientali sono determinati dalla progressiva scomparsa di specie oceaniche e dalla comparsa di specie continentali. Le attività umane a lungo termine hanno cancellato la maggior parte delle foreste naturali, tanto che attualmente è difficile stabilire un definitivo confine biogeografico. L'area è costituita da distese pianeggianti, fatta eccezione per le colline della Bretagna. Sistemi di dune sabbiose si estendono lungo la costa sud-occidentale della Francia, nella regione nota come Les Landes. Esse sono ricoperte da foreste sia originarie che create dall'uomo di pini marittimi (Pinus pinaster). Tale zona, ricca di specie vegetali, è la dimora di un certo numero di endemismi.
I livelli di variazione di temperatura e precipitazioni non sono fattori limitanti per la biodiversità. Le temperature annue medie variano tra i 9 e i 12 °C da nord a sud, mentre le precipitazioni oscillano tra i 700 e i 1000 mm annui. I suoli sono generalmente acidi nei bacini sedimentari, e in Bretagna giacciono su un substrato di rocce cristalline di origine ercinica. In questa ecoregione scorrono la Loira, l'unico fiume di pianura europeo che non ha ancora subito opere di imbrigliamento delle sue acque, nonché il corso inferiore di fiumi come la Gironda, la Senna, il Reno, l'Ems, il Weser e l'Elba.

## Flora
Nel'ecoregione si trovano anche alcune foreste miste di querce, dominate da Quercus robur e Betula pendula, o Q. robur e Fagus sylvatica. Lungo la costa, crescono brughiere di Ulex gallii, specie adattata alle locali condizioni ecologiche di vento e salsedine. In generale, le brughiere di Ericacee (Calluna spp., Erica spp. e Ulex spp.) hanno rimpiazzato le foreste originarie. Più a sud, fanno la loro comparsa specie di querce differenti, tra cui Q. petraea e Q. pubescens, ma si incontrano anche molte foreste create dall'uomo di Pinus sylvestris (o di Pinus pinaster ancora più a sud), specialmente sui più poveri terreni sabbiosi.

## Fauna
Nei soli Paesi Bassi sono state censite oltre 440 specie di uccelli, tra cui l'ortolano (Emberiza hortulana), lo strillozzo (E. calandra), la marzaiola (Anas querquedula), il beccaccino (Gallinago gallinago), il fratino (Charadrius alexandrinus) e il voltolino (Porzana porzana). Altre specie di uccelli degni di nota presenti nell'ecoregione sono il torcicollo (Jynx torquilla), l'averla piccola (Lanius collurio), il fagiano di monte (Lyrurus tetrix), la salciaiola (Locustella luscinioides) e il cannareccione (Acrocephalus arundinaceus).
Tra i mammiferi dell'ecoregione vi sono specie diffuse un po' in tutta l'Europa, come il cervo (Cervus elaphus), il daino (Dama dama), il capriolo (Capreolus capreolus), il tasso (Meles meles), la faina (Martes foina) e la martora (Martes martes). Altre specie presenti, invece, sono più rare, come la lontra (Lutra lutra), il visone europeo (Mustela lutreola) e varie specie di pipistrelli, tra cui il ferro di cavallo euriale (Rhinolophus euryale), il ferro di cavallo minore (R. hipposideros), il barbastello (Barbastella barbastellus), il vespertilio di Bechstein (Myotis bechsteinii), il vespertilio dasicneme (M. dasycneme) e il vespertilio smarginato (M. emarginatus).

## Conservazione

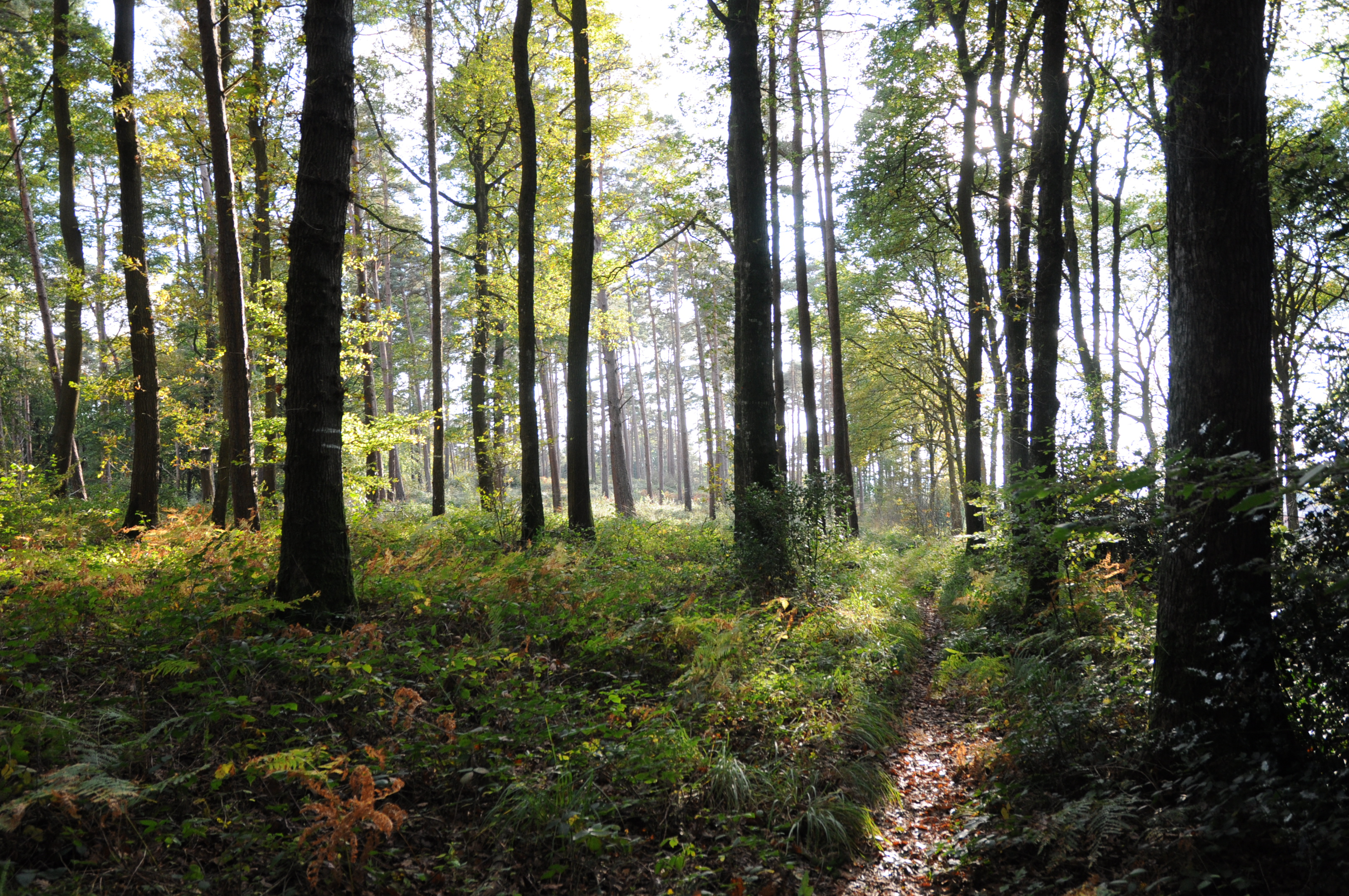
Foresta di Desvres nell'Alta Francia

In questa ecoregione rimangono solamente frammenti di vegetazione originaria, in quanto la maggior parte dell'area è stata da lungo tempo convertita all'agricoltura intensiva (orzo, frumento, barbabietola da zucchero e mais) o alla pastorizia. Di questi terreni agricoli fanno parte alcuni dei suoli più produttivi dell'Europa occidentale. Nell'ecoregione si trovano alcune Important Bird and Biodiversity Area (IBA): il mare dei Wadden e il Voordelta nei Paesi Bassi, la baia di Quiberon e l'arcipelago di Molène in Francia, il Nissum Fjord e il Ringkøbing Fjord in Danimarca e l'area del Basso Reno in Germania. Importanti aree protette di questa ecoregione sono il parco naturale regionale delle Paludi del Cotentin e del Bessin in Francia e la rete dei parchi nazionali del mare dei Wadden, che comprende aree di Paesi Bassi, Germania e Danimarca.